# المفارق (شمال سيناء)
المفارق إحدى قرى مركز الحسنة التابع لمحافظة شمال سيناء بجمهورية مصر العربية.